# Voroněžský front
Voroněžský front (rusky Центральный фронт) byl název vojenské formace Rudé armády za druhé světové války.

## Historie
Voroněžský front vznikl 9. července 1942 na základě rozkazu Stavky z 7. července z levého křídla Brjanského frontu bránícího Voroněž a okolí. Vojska frontu v Voroněžsko-vorošilovgradské operaci pokračovala v obraně. Záhy se německý útok obrátil na jih a situace se uklidnila. Nové boje na úseku Voroněžského frontu vzplály až v prosinci, když se levé křídlo frontu účastnilo Stalingradské operace.
Od ledna do března v rámci Voroněžsko-charkovské operace vojska frontu nejdříve společně s 6. armádou Jihozápadního frontu porazila na horním Donu nepřátelskou skupinu armád B (Ostrogožsko-rossošská operace 13. až 27. ledna 1943). Poté ve spolupráci s Brjanským frontem úderem ve směru na Kastornoje na křídla německé 2. armády obklíčil a zničil větší část nepřátelských vojsk a 25. ledna osvobodil Voroněž (Voroněžsko-kastorenská operace 24. ledna až 2. února 1943). Třetí fází sovětského útoku byla Charkovská útočná operace (operace Hvězda) 2. února až 3. března 1943. Rozbitá vojska skupiny armád B nekladla vážnější odpor, 8. února byl osvobozen Kursk, 9. Bělgorod, 16. Charkov. K 3. březnu se vojska frontu dostala až na linii Sumy-Lebedin-jižně od Achtyrky, ale bez rezerv a s minimálním množstvím paliva a střeliva. V březnu Sověti ustupovali před německým protiútokem, koncem měsíce se fronta stabilizovala a Voroněžský front zaujal postavení v jižní části Kurského oblouku.
Po pečlivé přípravě front odrazil v červenci 1943 útok německé 4. tankové armády a armádní skupiny Kempf a 3. srpna zahájil vlastní útok. V Bělgorodsko-charkovské operaci (plánovaná jako Operace vojevůdce Rumjancev) rozbil 4. tankovou armádu což umožnilo Stepnímu frontu osvobodit Bělgorod a Charkov. Následně v Černigovsko-poltavské operaci front postoupil až k Dněpru a získal předmostí u Bukrinu a Ljutěže.
20. října byl front přejmenován na 1. ukrajinský.

## Podřízené jednotky
- 40. armáda (9. července 1942 – 20. října 1943)
- 60. armáda (9. července 1942 – 23. března 1943)
- 6. armáda (9. července – 19. prosince 1942)
- 2. letecká armáda (9. července – 16. listopadu 1942 a 21. prosince 1942 – 20. října 1943)

- 13. armáda (6. – 20. října 1943)
- 21. (od 1. května 1943 6. gardová) armáda (14. března – 30. září 1943)
- 27. armáda (20. července 20. října)
- 38. armáda (2. září 1942 – 23. března 1943 a 26. března – 20. října 1943)
- 47. armáda (1. srpna – 20. října 1943)
- 52. armáda (25. srpna – 3. října 1943)
- 64. (od 1. května 1943 7. gardová) armáda (1. března – 18. července 1943)
- 69. armáda (únor – 19. července 1943)
- 4. gardová armáda (13. srpna – 2. září 1943)
- 5. gardová armáda (10. července – 7. září 1943)
- 1. tanková armáda (28. dubna – 10. září 1943)
- 3. (od 14. května gardová) tanková armáda (1. ledna – 28. února 1943 a 10. září – 20. října 1943)
- 5. gardová tanková armáda (9. července – 9. srpna 1943)

## Velení
Velitel
- července 1942 – generálporučík Filipp Ivanovič Golikov
- července října 1942 – generálporučík Nikolaj Fjodorovič Vatutin
- října 1942 – března 1943 – generálporučík (od 19. ledna 1943 generálplukovník) Filipp Ivanovič Golikov
- března – 20. října 1943 – armádní generál Nikolaj Fjodorovič Vatutin

Člen vojenské rady
- červenec – září 1942 – sborový komisař Ivan Zacharovič Susajkov
- září – říjen 1942 – sborový komisař Lev Zacharovič Mechlis
- říjen 1942 – březen 1943 – armádní komisař 2. stupně (od 6. prosince 1942 generálporučík) Fjodor Fedotovič Kuzněcov
- březen – říjen 1943 – generálporučík Nikita Sergejevič Chruščov
- říjen – 20. října 1943 – generálmajor Konstantin Vasiljevič Krajňukov

Náčelník štábu
- července 1942 – generálmajor Fjodor Ivanovič Ševčenko
- července 1942 – únor 1943 – generálmajor (od 19. ledna 1943 generálporučík) Michail Iljič Kazakov
- únor – březen 1943 – generálmajor Anton Petrovič Pilipenko
- březen – květen – generálmajor Feodosij Konstantinovič Korženěvič
- květen – 20. října 1943 – generálporučík Semjon Pavlovič Ivanov